# Matt Dennis
Matt Dennis (11 de fevereiro de 1914 — 21 de junho de 2002) foi um cantor, pianista, arranjador e compositor de canções populares. Filho de uma violinista e um cantor, nasceu num ambiente vaudeville, sendo exposto à música desde criança.